# Fisalacriàcies
Les fisalacriàcies (Physalacriaceae) és una família de fongs basidiomicots de l'ordre dels agaricals (Agaricales). Les espècies d'aquesta família tenen una distribució àmplia però moltes es troben en els tròpics, particularment al sud-est asiàtic i Australàsia. Physalacria, abans l'únic gènere de la família, està relacionat amb Flammulina, Xerula i possiblement Armillaria.